# 小珠ひかる
小珠 ひかる（こたま ひかる、1999年7月4日 - ）は、日本の声優。埼玉県出身。旧芸名は小出 ひかる。アース・スター ドリーム及びグループ内ユニット・ひかのんの元メンバー。

## 略歴
2014年にアース・スター エンターテイメントが主催した国民的声優グランプリにて審査員特別賞を受賞し、アース・スター ドリームのメンバーとして活動。また、2017年1月より同じくアース・スター ドリームの高尾奏音とグループ内ユニット「ひかのん」を結成した。グループ内でのイメージカラーは黄色。
2018年3月に退所を発表し、3月末日で退所。翌4月1日より芸名を小珠ひかるに改名し、DEARSTAGEに所属している。それに伴い、「ひかのん」の活動も休止となった。
2019年のテレビアニメ『闇芝居』以降、目立った芸能活動が見られず、2021年4月時点でDEARSTAGEへの所属が確認できなくなっている。

## 人物
好きなアニメは『銀魂』で、好きな声優は小松未可子。小松との共演を目標として挙げている。
猫好きであり、猫を4匹飼っている。

## 出演
太字はメインキャラクター。

### テレビアニメ
2015年
- てーきゅう（佐藤くるみ、体育委員）
- 血液型くん!（2015年 - 2016年、女型、♀型、看護師型） - 2シリーズ

2016年
- 魔法少女なんてもういいですから。（女子A、ネコ、ボス猫、海水浴客A）
- うさかめ（佐藤くるみ、女子生徒C）

2017年
- 無責任ギャラクシー☆タイラー（バンジョー・ウエキ・タイラー）

2019年
- 闇芝居

### OVA
- てーきゅう（2016年、佐藤くるみ） - 『第6期』裏面

### ゲーム
- 逆転オセロニア（2017年、レクシア）
- 遥かなる異郷グランヴィリア（2017年、ミコト、シズク、カズハ）
- WAR OF BRAINS（2018年、希望の使徒 アニー）

### ドラマCD
- アース・スター ドリーム シチュエーションドラマCDシリーズ「冬」（2016年、小丹枝雛子）

### ラジオ
※はインターネット配信。
- A&G ARTIST ZONE アース・スター ドリームのTHE CATCH（2015年4月6日 - 6月29日、※超!A&G+）

### 舞台
- 舞台版てーきゅう〜先輩とめぐりあう時間たち〜ディレクターズカット（2016年3月16日 - 3月21日、日本芸術専門学校大森校劇場） - 佐藤くるみ 役（ダブルキャスト）
- ダンスラインTOKYO（2018年5月9日 - 5月13日、六行会ホール） - 平山樹 役

### CM
- 私、能力は平均値でって言ったよね!（マイル[10][11]）

## ディスコグラフィ

### キャラクターソング
| 発売日  | 商品名                       | 歌 | 楽曲                             | 備考                                       |
| 2016年  | 2016年                       | 2016年                                                                                                  | 2016年                           | 2016年                                     |
| ------- | ---------------------------- | --- | -------------------------------- | ------------------------------------------ |
| 5月25日 | 走れ！うさかめ高校テニス部!! | うさかめ高校テニス部                                                                                    | 「走れ！うさかめ高校テニス部!!」 | テレビアニメ『うさかめ』オープニングテーマ |
| 5月25日 | 走れ！うさかめ高校テニス部!! | うさかめ高校テニス部                                                                                    | 「青春サーフDays」               | テレビアニメ『うさかめ』関連曲             |
| 5月25日 | 走れ！うさかめ高校テニス部!! | うさかめ高校テニス部 feat. 古平たすく（高尾奏音）、馬場みやこ（曽我部英理）、色葉似ほへと（愛原ありさ） | 「青春サーフDays」               | テレビアニメ『うさかめ』関連曲             |

### ユニットメンバー
1. 1 2  田中きなこ（中島由貴）、佐藤くるみ（小出ひかる）、鈴木あやこ（新井田いづみ）、西新井大師西（谷尻まりあ）